# Aethionema diastrophis
Aethionema diastrophis är en korsblommig växtart som beskrevs av Aleksandr Andrejevitj Bunge. Aethionema diastrophis ingår i släktet Aethionema och familjen korsblommiga växter. Inga underarter finns listade i Catalogue of Life.